# Estola retrospinosa
Estola retrospinosa là một loài bọ cánh cứng trong họ Cerambycidae.